# Soledades/Ya no te quiero
«Así te quiero yo/Compraré» es un doble sencillo del cantautor español José Luis Perales del álbum Soledades. Fue lanzado en 1978 por la discográfica Hispavox (completamente absorbida por EMI en 1985), siendo Rafael Trabucchelli† el director de producción.

## Lista de canciones
| Lado A |                    |          |  |
| N.º    | Título             | Duración |  |
| 1.     | «Así te quiero yo» |          |  |

| Lado B |            |          |  |
| N.º    | Título     | Duración |  |
| 1.     | «Compraré» |          |  |

## Créditos y personal
- Todas las canciones compuestas por José Luis Perales
- Compañía discográfica: Hispavox
- Productor discográfico: Rafael Trabucchelli†

### Créditos y personal
- Cerezo Reyes, José María; Gómez Moreno Miguel Ángel (7 de noviembre de 2012). «MEGUSTAPERALES- Soledades». Consultado el 15 de enero de 2013.

- Datos: Q16635440